# Lepraria torii
Lepraria torii är en lavart som beskrevs av Pérez-Ortega & T. Sprib. Lepraria torii ingår i släktet Lepraria och familjen Stereocaulaceae.   Inga underarter finns listade i Catalogue of Life.